# Curtiss-Wright
A Curtiss-Wright Corporation já foi a maior fabricante de aviões dos Estados Unidos, atualmente fabrica componentes mecânicos, como atuadores, controles, válvulas e realiza tratamento metálico.

## História
A empresa foi fundada em 5 de julho de 1929, resultando da fusão de 12 empresas distintas, entre elas a Curtiss Aeroplane and Motor Company e a Wright Aeronautical, sendo localizada em Buffalo. Com 75 milhões de dólares em capital, era a maior empresa de aviação do país. 
Em 1937 a empresa desenvolveu o caça P-36, que foi vendido no mundo todo e utilizado com sucesso no início da Segunda Guerra Mundial. Seu maior sucesso foi o caça P-40, conhecido com Tomahawk, Kittyhawk e Warhawk, do qual quase 14 000 foram produzidos entre 1940 e 1944. 
Em 1942, o governo americano assignou à Curtiss-Wright uma fábrica em Louisville para produção do cargueiro C-76 Caravan, construído a base de madeira, um material não essencial de guerra. Entretanto, após inúmeras dificuldades com o C-76 (incluindo a queda de um modelo de produção em meados de 1943), bem como a percepção de que quantidades suficientes de ligas de alumínio aeronáutico estariam disponíveis para a produção, os planos de produção em grande escala do C-76 foram cancelados. Assim tanto as plantas de Louisville como Buffalo foram convertidas para produção de C-46 Commando e outras aeronaves .
O avião cargueiro C-46 foi equipado com dois potentes motores radiais, podendo transportar mais carga, em altitudes mais elevadas do que qualquer outra aeronave aliada. Foi amplamente utilizados no teatro de guerra da China, Índia e Birmânia. Globalmente, a companhia produziu mais de 29000 aeronaves durante a guerra. 
Apesar de várias tentativas, a Curtiss-Wright falhou na transição para a concepção e produção de jatos. Sua fábrica em Louisville foi retomada pelo governo americano e vendida à International Harvester Corporation. O motivo derradeiro foi a escolha do Northrop F-89 Scorpion, em relação ao XF-87 Blackhawk da Curtiss-Wright. Após o cancelamento do F-87, em 10 de outubro de 1948, foi terminada a divisão aeronáutica e vendido todos os ativos para a North American Aviation. 
Depois do governo americano ter dado o desenvolvimento do motor a jato à GE, a empresa concentrou-se na produção de motores a pistão e fabricação de hélices para aeronaves militares e civis. Com o crepúsculo dos motores aeronáuticos grandes a pistão, a Curtiss-Wright precisava de uma nova inspiração conceitual. Por um breve momento, a Curtiss-Wright licenciou os direitos para o motor rotativo Wankel da NSU, porém era um design cheio de dificuldades e desafios, e eventualmente o projeto foi arquivado. 
O declínio geral do faturamento da empresa de 2 bilhões de dólares, em 1945, para 200 milhões em 1980, fez da empresa um estudo de caso em aulas de gestão empresarial. 
A empresa não previu a transição dos aviões civis para propulsão a jato até 1952, quando já tinha projetado uma hélice para o bombardeiro B-52 (originalmente concebido como turboélice), deixou a empresa com pouco de seus antigos negócios. Durante a década de 1960 a empresa transferiu sua produção para componentes aeronáuticos e outros tipos de equipamentos, tais como submarinos nucleares, um negócio que ainda conduzido em 2005.

## Estados Unidos v. Curtiss-Wright
Em 1936 a Curtiss-Wright foi acusada de enviar ilegalmente armas para a Bolívia.  Bolívia e Paraguai, em seguida, seriam envolvidos na Guerra do Chaco, que durou de 1932 a 1935.  O faturamento de suas vendas externas constituíu quase dois terços da exportação de bombardeiros para a Bolívia, em 1933. 
O presidente dos Estados Unidos, Franklin Delano Roosevelt, havia emitido uma resolução, declarando ilegal a venda de armas ou munições de guerra a países envolvidos em conflitos armados.  A empresa contestou a validade desta proclamação como excedendo os poderes legislativos delegados ao presidente e pelo que era portanto inconstitucional. A empresa perdeu o caso quando o tribunal considerou que o presidente foi devidamente investido com o poder para fazer tal proclamação.

## Studebaker-Packard Corporation
Em 1956, o fabricante de automóveis Studebaker-Packard Corporation mal financeiramente, e a Curtiss-Wright entraram em um acordo de gestão, pelo qual a quinta maior fabricante automóvel americano, poderia evitar declarar falência. O relacionamento durou até 1959, quando a Curtiss-Wright retirou-se do acordo.

## Aeronaves produzidas
- Curtiss C-46 Commando
- Curtiss P-36
- Curtiss P-40 Warhawk
- Curtiss P-60
- Curtiss F6C
- Curtiss F7C Seahawk
- Curtiss F9F Sparrowhawk
- Curtiss JN-4 Jenny
- Curtiss Kittyhawk
- Curtiss SB2C Helldiver
- SBC Helldiver
- Curtiss SC Seahawk
- Curtiss SNC Falcon
- Curtiss SO3C Seamew
- Curtiss SOC Seagull
- Curtiss T-32 Condor II
- Curtiss X-19A

## Motores aeronáuticos
- Wright Whirlwind
- Wright R-540
- Wright R-790
- R-1300 Cyclone 7
- R-1820 Cyclone 9
- R-2600 Cyclone 14 (Twin Cyclone)
- R-3350 Cyclone 18 (Duplex Cyclone)
- R-2160 Tornado
- Wright J65, versão licenciada do Armstrong Siddeley Sapphire
- Wright J67, versão licenciada do Bristol Olympus

## Hélices
- Além de fabricar motores produziu uma gama de hélices de velocidade constante acionados eletricamente, com três e quatro pás, que foram fabricados sob o nomeCurtiss-Electric. [4]

Algumas aeronaves usando hélices Curtiss Electric:
- P-36 Hawk
- P-38 Lightning
- P-39 Airacobra
- P-40 Kittyhawk
- Hughes XF-11, segundo protótipo

## Ligações Externas
- Página da Curtiss-Wright
- Página da Curtiss-Wright Controls
- Página da Curtiss-Wright Controls Embedded Computing